# Uche Okeke
Pour les articles homonymes, voir Okeke.
Uche Okeke (Nimo, 1933 — Nimo, 2016) est un illustrateur, peintre, sculpteur, poète et théoricien de l'art et de l'esthétique moderniste nigérian.
Cofondateur de la Zaria Art Society et membre du groupe Nsukka, il participe au renouveau du modernisme et est une figure majeure de l'art contemporain nigérian, notamment en réutilisant la tradition du dessin uli dans son œuvre et en refondant les programmes scolaires des beaux-arts dans son pays.

## Biographie

### Jeunesse et formation
Christopher Uchefuna Okeke naît le 30 avril 1933 à Nimo, un village de Njikoka (État d'Anambra), dans le sud-est du Nigeria. Il est le fils d'Isaac Okonkwo Okeke et Monica Mgboye Okeke (née Okoye), dans une famille igbo vivant au nord du pays.
Entre 1940 et 1953, il fréquente l'école primaire St. Peter Claver à Kafanchan, le Metropolitan College à Onitsha], et le Bishop Shanahan College à Orlu. Dès sa scolarité, Okeke commence à démontrer un vif intérêt pour le dessin et la peinture. Il étudie les beaux-arts au Nigerian College of Arts, Science and Technology, aujourd'hui l'université Ahmadu-Bello de Zaria de 1958 à 1961,. Avant cela, Okeke a déjà exposé des œuvres de taxidermie lors de la réunion de la Field Society au musée de Jos (en), participé à la préparation et à la présentation de l'exposition « Nigerian Drawings and Paintings » avec Bernard Fagg (en) comme conservateur et fait une exposition personnelle de dessins et de peintures, à Jos et à Kaduna en présence de Ahmadu Bello,.

### Zaria Art Society
En tant que jeune artiste, Okeke est un membre fondateur de la Zaria Art Society en 1958. Ce groupe est le résultat d'un conflit politique au Nigeria qui luttait pour son indépendance et est fondé par d'importants protagonistes du modernisme dans l'art nigérian comme Yusuf Grillo, Bruce Onobrakpeya, Oseloka Osadebe, Demas Nwoko (en). La plupart de ses professeurs au Nigerian College sont britanniques et enseignent des techniques de style occidental ; la Zaria Art Society s'oppose ainsi à l'imposition des idées des écoles d'art européennes aux jeunes artistes africains et milite pour un changement du programme pour inclure une pratique esthétique africaine,,.
À l'école, Okeke étudie les groupes ethniques Igbo, Yoruba et Haoussas, cherchant un moyen d'exprimer son identité nigériane. Les anciens symboles nigérians se retrouvent le plus souvent sur des poteries ou dans des peintures corporelles. Les motifs Igbo sont appelés motifs uli.
Les artistes de la Zaria Art Society, appelés aussi « Zaria Rebels », sont diplômés en 1960 et deviennent généralement professeurs d'art dans tout le pays. Ils convergent cependant autour du Mbari Club, un centre d’activités culturelles composé d’écrivains, d’artistes et de musiciens africains créé à Ibadan en 1961, à « un moment crucial de transition » dans le pays. La proximité de nombreux artistes a créé une synergie culturelle qui a donné une nouvelle impulsion artistique au Nigeria.

### Carrière

#### Esthétique
En 1971, Uche Okoke rejoint le département des beaux-arts et des arts appliqués de l'université du Nigeria à Nsukka en tant que professeur et enseignant. Avec ses collègues et ses étudiants, il développe un style unique qui devient caractéristique de l'« école de Nsukka », ou groupe Nsukka. Avec Chike Aniakor (en) et Obiora Udechukwu (en), il établit la formation de l'art et de l'esthétique du modernisme nigérian dans les années 1970.
La productivité artistique d'Uche Okoke est soutenue par plusieurs considérations esthétiques qui accompagnent ses projets artistiques. Ses premiers écrits s'appuient sur les idées de panafricanisme et de négritude, cherchant à restaurer « la dignité de la personne africaine après des décennies d'assujettissement colonial ». C'est notamment le style convaincant de ses essais qui vaut au groupe de jeunes étudiants de l'université Ahmadu Bello le titre de « rebelles de Zaria ». Dans ses dernières réflexions, il se concentre sur le rôle politique que les artistes devraient cultiver.

#### Étude de la culture et du dessin igbos
Uche Okeke est exposé aux contes populaires Igbo dès son enfance, par sa mère et sa sœur ainsi qu'à l'école, et s'en inspire ensuite dans son art, a fortiori après qu'il apprend que sa mère était une artiste uli. Dans certains de ses dessins, l'artiste rend les figures mythologiques héroïques pour attirer l'attention sur son héritage igbo. Il étudie en profondeur l'art de ce peuple.
La région de culture igbo se situe à l'est du fleuve Niger, à l'ouest du fleuve Cross et à l'ouest de la voie navigable du Grand Niger dans le sud-est du Nigeria. On y trouve les traces d'une culture artistique ancienne. La forme d'art traditionnelle igbo s'appelle le dessin Uli. Selon Okeke, l'Uli est une tentative de mettre en valeur la beauté du corps humain. Traditionnellement, un artiste Uli est une femme de la société Igbo qui peint des motifs sur le corps et parfois sur les murs des lieux sacrés. Ce processus est appelé Ide Uli ou Ise Uli. Les motifs et les symboles de l'Uli restent généralement cohérents, mais c'est l'ordre des éléments du dessin qui met au défi l'ingéniosité des artistes traditionnels igbo.
De nombreux éléments de conception d'Uli sont dérivés de la nature. Les êtres rayés et tachetés comme les pythons et les jaguars sont des exemples des sources dont proviennent les motifs Uli. Ceux-ci comportent en effet des motifs géométriques, végétaux et animaux. En outre, les choix de couleurs de l'artiste ont une signification. Okeke explique comment les couleurs sont utilisées et d'où elles proviennent. Le médium dans les dessins Uli est extrait des gousses de plantes. Uli Oba, Uli Nkilisi et Uli Ede Eji sont les noms des plantes dont est extrait le médium.
L'art pratiqué dans l'Igboland est attribué à la déesse de la terre Ala. L'art est issu de la nature et est considéré comme un moyen de favoriser le bien-être spirituel et physique des communautés apparentées. Il représente la vie du peuple et l'essentiel de la créativité. L'Uli possède également certaines qualités lyriques qui ont inspiré des chansons dans le folklore Igbo. Un groupe se consacre à faire revivre la pratique de l'uli et à incorporer ses motifs dans l'art contemporain : le groupe Nsukka, dont Okeke fait partie.

#### Carrière universitaire
À la fin de la Guerre du Biafra, Uche Okeke est nommé maître de conférences et directeur par intérim du département des beaux-arts de l'université du Nigeria à Nsukka, de 1971 à 1985. Avec Chike Aniakor, il transforme le programme d'études pour qu'il soit davantage axé sur l'art indigène africain, incluant le dessin Uli, ce qui, selon lui, serait bénéfique au développement de l'art africain moderne et contemporain,,,. En 1973, il redéfinit également le programme d'études du département des beaux-arts et des arts appliqués de l'Institute of Management and Technology, à Enugu, et lance des cours de troisième cycle au département des beaux-arts de l'université du Nigeria, à Nsukka,.
Il est par ailleurs directeur de l'Institut d'études africaines de l'université du Nigeria à Nsukka, professeur invité au département des arts créatifs de l'université de Port Harcourt, directeur général adjoint honoraire (Afrique) du Centre biographique international de Cambridge, parmi de nombreux autres engagements auprès de nombreuses institutions éducatives et culturelles.

### Retraite et dernières années
Quand il prend sa retraite de l'université du Nigeria en 1985, Uche Okeke ouvre une galerie privée dans son atelier du 30 Ibadan Street, Kafanchan, devenu l'Asele Institute, dans son village natal de Nimo, où, entre autres activités culturelles, une partie du film éducatif parrainé par la Smithsonian Institution, Nigerian Art - Kindred Spirits, est tournée en 1996. L'institut contient une bibliothèque d'art ainsi qu'une collection d'artefacts, d'objets et d'œuvres d'art nigérian. Il reste l'un des plus importants dépôts de documents, d'artefacts et d'art africain du milieu du XXe siècle.
Uche Okeke meurt dans son village natal de Nimo le 5 janvier 2016, à l'âge de 82 ans, à la suite d'une longue lutte contre un accident vasculaire cérébral,.

## Œuvre
Uche Okeke s'inspire à la fois des traditions esthétiques indigènes des Igbo, d'où il est issu, et aux courants étrangers, constituant une démarche moderniste qu'il appelle « synthèse naturelle ».
Uche Okeke réalise d'abord des portraits et des sujets mythologiques basés sur les contes Igbo à la plume et à l'encre. Il produit aussi à ses débuts une série d'images réalisées à la gouache qui ont été publiées dans Tales of Land of Death (1971). Il réalise de nombreuses illustrations, parfois à la peinture à l'huile, notamment pour Things Fall Apart, le célèbre roman de Chinua Achebe.
Par la suite, il reste dans la même thématique mais en diversifiant les supports, comme la lithographie ou l'huile sur panneau, et en s'appuyant beaucoup sur « les riches qualités linéaires de l'uli ».
S'inscrivant dans une démarche moderniste, Uche Okeke n'utilise pas les thématiques ou les techniques anciennes pour évoquer la nostalgie de peuples passés ou moins considérés, mais pour se tourner vers l'avenir : il considère en effet que l'art contemporain nigérian doit s'appuyer sur la diversité culturelle du pays pour se développer. Selon le MoMA, « la philosophie de synthèse naturelle d'Okeke appelait à la création d'un art qui était localement pertinent et en même temps pouvait servir l'objectif plus large de faire progresser les perspectives noires et africaines de la modernité dans un contexte mondial ».

### Expositions notables
- 1966 : Festival mondial des arts nègres, Dakar (Sénégal)
- 1974 : « African Prints, an Exhibition of Contemporary African Art », Kresge Art Gallery, université d'État du Michigan (États-Unis)
- 1977 : 
  - FESTAC 77, Lagos (Nigeria)
  - Exposition d'art contemporain africain, université Howard, Washington, DC (États-Unis)
- 1982 :
  - « Contemporary Nigerian Prints, Drawings and Paintings: Uche Okeke », Katherine E. Nash Gallery, université du Minnesota (États-Unis)
  - « Homage to Asele, Exhibition of Prints, Drawings and Paintings: Uche Okeke », African American Cultural Centre, Minneapolis (États-Unis)
- 2002 : « Poetics of Line: Seven Artists of the Nsukka Group », musée national d'Art africain, Washington, DC
- 2002 : « The Short Century: Independence and Liberation Movements in Africa, 1945–1994 », MoMA, New York (États-Unis)[18]
- 2006 : « Another Modernity: Works on Paper by Uche Okeke », Newark Museum, Newark (États-Unis)
- 2010 :
  - « Nigerian 50th Independence Exhibition », Abuja (Nigeria)
  - « Afro Modern: Journeys through the Black Atlantic », Tate Modern, Liverpool (Royaume-Uni)

### Conservation
- États-Unis
  - Museum of Modern Art, New York[4]
  - Musée national d'Art africain, Washington, DC[2]
  - Musée d'Art de l'université de Princeton, Princeton[19]
  - Université de Hampton, Hampton[20]
- Royaume-Uni
  - Université de Birmingham, Birmingham[21]